# Jana Maláčová
Jana Maláčová, née le 24 juin 1981 à Uherské Hradiště, est une femme politique tchèque, ministre du Travail et des Affaires sociales du 30 juillet 2018 au 17 décembre 2021.

## Situation personnelle
Entre 2002 et 2007, elle fait sa maîtrise en sciences politiques à l'Université Université Johann Wolfgang Goethe de Francfort, et entre 2014 et 2016 en économie politique de l'Europe à Londres. Elle parle par ailleurs couramment allemand et anglais.
Elle travaille au  Ministère du Développement régional de 2007 à 2011. Entre 2012 et 2014, elle représentait le bureau du Sénat de la République tchèque au Parlement européen. Ensuite, pendant presque une année, elle dirige la section des affaires de l' UE au département de la Communication institutionnelle du gouvernement tchèque.
Elle dirige en juin 2015 le Département de la politique familiale et de la politique de vieillissement du  Ministère du Travail et des Affaires sociales.
Jana Maláčová vit à Prague. Elle est mariée et a un enfant.

## Carrière politique
Depuis juin 2008, elle est membre du ČSSD. et vice-présidente du Orange Club, qui fait la promotion de la représentation équitable des femmes dans la vie publique depuis novembre 2012. De janvier 2016 à janvier 2018, elle siège  au conseil d'administration du « Future Fund allemand-tchèque ».
Le 17 juillet 2018, Petr Krčál alors ministre du Travail annonce sa démission après avoir été accusé de plagiat. Le président du parti, Jan Hamáček la propose comme successeur,. Le président tchèque, Miloš Zeman la nomme officiellement le 30 juillet,. Maláčová annonce lors de son investiture que sa priorité sera la politique familiale et les droits des personnes âgées. Ce qui sera confirmé dans ses premiers pas. En 2018, elle soumet au gouvernement une proposition visant à augmenter l'allocation parentale, qui devrait augmenter en valeur absolue de plus de 40 000 couronnes (ce qui donnerait 260 000 couronnes).
Quelques mois plus tard, elle est élue vice-présidente du parti social-démocrate tchèque avec 390 votes sur 472.